# Contea di Pickens (Alabama)
La contea di Pickens, in inglese Pickens County, è una contea dello Stato dell'Alabama, negli Stati Uniti. La popolazione al censimento del 2010 era di 19.746 abitanti. Il capoluogo di contea è Carrollton.
Si tratta di una dry county, ma in alcune città è permessa la vendita di alcolici.

## Geografia fisica
La contea si trova nella parte occidentale dell'Alabama, al confine con lo Stato del Mississippi. Lo United States Census Bureau certifica che l'estensione della contea è di 2.305 km², di cui 2.283 km² composti da terra e i rimanenti 22 km² composti di acqua.
La contea rientra nella sezione fisiografica della Pianura Costiera e il suo territorio ondulato è costituito principalmente da suoli sabbiosi. Le zone collinari boscose sono caratterizzate da pini e querce. Il fiume Tombigbee e i suoi numerosi affluenti scorrono in tutta la contea. La parte inferiore del fiume Sipsey segna il confine tra le contee di Pickens e Greene.

### Contee confinanti
- Contea di Lamar - nord
- Contea di Fayette - nord-est
- Contea di Tuscaloosa - est
- Contea di Greene - sud-est
- Contea di Sumter - sud
- Contea di Noxubee (Mississippi) - sud-ovest
- Contea di Lowndes (Mississippi) - nord-ovest

### Laghi, fiumi e parchi
La contea comprende i seguenti laghi, fiumi e parchi:
| Laghi | Fiumi | Parchi | Parchi |
| --- | --- | --- | ------ |
| - Steps Lake - Garnette Lake - Crim Lake - Goose Pond - Stepp Lake - Baldwins Lake - Shelton Lake - Gainesville Lake | - Hughes Creek - Burdine Creek - Indian Camp Creek - Dry Creek - Sneads Creek - Chitto Bogue - Elledge Branch - Chicken Swamp Branch - Bunk Branch | - Memphis Access Area - Cochrane Recreation Area - Ringo Bluff Access Area - Vienna Access Area - Westervelt Game Reserve |        |

## Storia
La contea di Pickens fu costituita il 20 dicembre 1820 da parte della contea di Tuscaloosa. I territori appartenevano a Cherokee e Choctaw. Il capoluogo era in origine Pickensville, ma nel 1830 venne trasferito a Carrollton. Il nome le è stato dato in onore al generale Andrew Pickens della Carolina del Sud.

## Principali strade ed autostrade
- U.S. Highway 82
- State Route 14
- State Route 17
- State Route 32
- State Route 86

## Società

### Evoluzione demografica
Abitanti censiti (migliaia)

## Centri abitati[9]
- Aliceville - city
- Carrollton (capoluogo) - town
- Ethelsville - town
- Gordo - town
- Macedonia - cdp
- McMullen - town
- Memphis - town
- Pickensville - town
- Reform - town